# خودتزریق کننده اپی‌نفرین

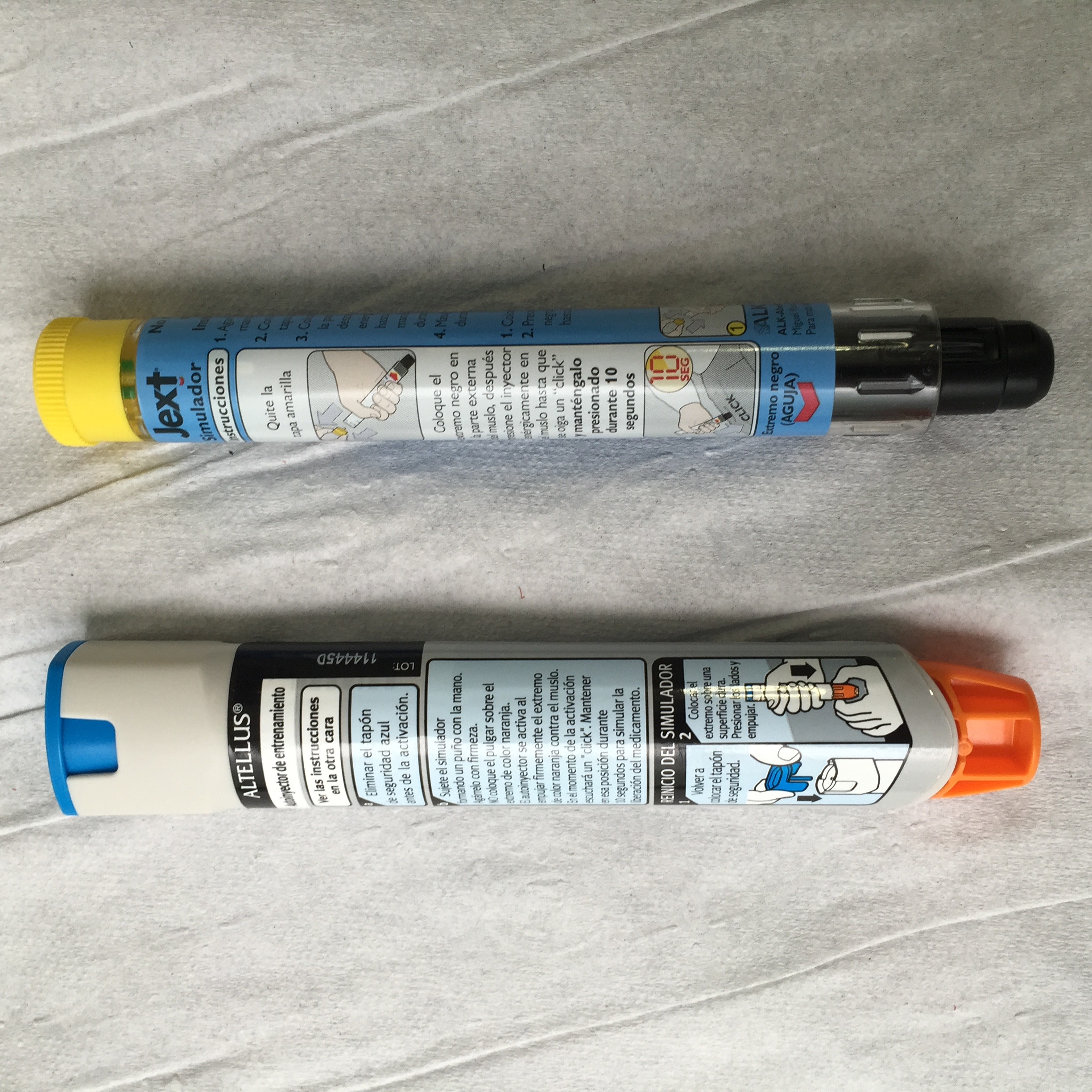
خودتزریق کنندهٔ اپی نفرین

خودتزریق کننده اپی نفرین (یا خودتزریق کننده آدرنالین) یک دستگاه پزشکی برای تزریق دوز یا دوزهای اندازه‌گیری شده از اپی نفرین (آدرنالین) با استفاده از فناوری تزریق خودکار است. بیشتر اوقات برای درمان آنافیلاکسی استفاده می‌شود. اولین تزریق کننده خودکار اپی نفرین در سال ۱۹۸۳ به بازار عرضه شد.
این دستگاه دستی توسط افرادی که حساسیت شدید دارند حمل می‌شود و اپی‌نفرین تزریق شده توسط دستگاه یک درمان اضطراری برای آنافیلاکسی است. در آن هنگام محلول اپی‌نفرین باید در اسرع وقت به صورت تزریق عضلانی، در وسط قسمت بیرونی ران، تزریق شود. در صورت عدم پاسخ کافی، تزریق ممکن است هر ۵ تا ۱۵ دقیقه تکرار شود.